# مغالطة النيرفانا
مغالطة النيرفانا أو الكاتالوغ المثالي (بالإنجليزية: Nirvana fallacy)‏هي مغالطة غير رسمية لمقارنة الأشياء الفعلية بالبدائل المثالية غير الواقعية. يمكن أن يشير أيضًا إلى الميل إلى افتراض أن هناك حلًا مثاليًا لمشكلة معينة، هناك مفهوم وثيق الصلة بها وهو «مغالطة الحل الأمثل».
النيرفانا هي مصطلح بوذي يعني حالة السلام الروحي التام من كل ما يسبب الألم أو المعاناة، ومغالطة النيرفانا فقد ذكرها أول مرة عالم الاقتصاد هارولد ليوضح أن وضع متطلبات مثالية مبالغ بها لمشروع ما قد يفسد إمكانية تحقيق المشروع ككل.
تحدث هذه المغالطة من خلال عملية إنشاء ثنائية خاطئة وتقديم خيارًا واحدًا يكون مفيدًا بشكل واضح - بينما في نفس الوقت غير قابل للتحقيق بشكل مثالي - ثم يقوم شخص ما بمهاجمة وطعن هذه الفكرة لأنها غير كاملة. في ظل هذه المغالطة لا يكون الاختيار بين حلول العالم الحقيقي؛ بل بالأحرى اختيار بين إمكانية واقعية يمكن تحقيقها وحل آخر غير واقعي يمكن أن يكون بطريقة ما أفضل.
المغالطة هي نوع من المعضلات الزائفة.

## التاريخ
في عام 1772 كتب الفيلسوف الفرنسي فولتير كتاب (Le mieux est l'ennemi du bien) والذي غالبًا ما يُترجم على أنه «الكمال هو عدو الخير».
أُطلق على مغالطة النيرفانا اسمها من قبل الاقتصادي هارولد ديمسيتز في عام 1969،  الذي قال:</br>

## مغالطة الحل المثالي
مغالطة الحل المثالي هي مغالطة غير رسمية ذات صلة تحدث عندما تفترض حجة وجود حل مثالي أو أنه يجب رفض الحل لأن جزءًا من المشكلة سيظل موجودًا بعد تنفيذه. هذا مثال على التفكير الأبيض والأسود، حيث يفشل الشخص في رؤية التفاعل المعقد بين العناصر المكونة المتعددة لموقف أو مشكلة، ونتيجة لذلك، يقلل من المشاكل المعقدة إلى زوج من التطرف الثنائي.
من الشائع بالنسبة للحجج التي ترتكب هذه المغالطة حذف أي تفاصيل حول كيفية أو مدى سوء الحل المقترح الذي يُزعم أنه لا يرقى إلى مستوى القبول، معربًا عن الرفض بعبارات غامضة فقط. بدلاً من ذلك، قد يتم دمجه مع مغالطة الوضوح المضلل، عندما يتم وصف مثال محدد لفشل الحل بتفاصيل قوية عاطفياً ولكن يتم تجاهل المعدلات الأساسية (انظر دليل التوافر).

### أمثلة
مثال:
هذه الحملات الإعلانية لمكافحة شرب الخمور أثناء القيادة لن تنجح. لا يزال الناس يشربون ويقودون السيارة مهما حدث.
 الرد عليه:
القضاء التام على القيادة تحت تأثير الكحول ليس النتيجة المتوقعة، الهدف هو التخفيض لكي تصل لأقل مستوى ممكن.
مثال:
أحزمة المقاعد فكرة سيئة، لا يزال الناس يموتون في حوادث السيارات.
 الرد عليه:
في حين أن أحزمة المقاعد لا تجعل القيادة آمنة بنسبة 100٪ إلا أنها تقلل من احتمالية الموت في حادث سيارة.
مثال
الاختبارات الطبية على الحيوانات غير مجدية، اجتاز عقار الثاليدومايد اختبارات على الحيوانات ولكنه أدى إلى عيوب خلقية مروعة عند استخدامه من قبل النساء الحوامل.
 الرد عليه:
تتجاهل هذه الحجة الشائعة آلاف الأدوية التي فشلت في التجارب على الحيوانات، والتي يمكن لأي عدد منها أن يؤذي البشر. في حالة الثاليدومايد، لم يتم إجراء أي اختبار على الحيوانات الحوامل ولا يمكنهم ذلك، كان من الممكن توقع التأثير على النساء الحوامل. يكمن الخطأ هنا في لوائح منتصف القرن العشرين المتراخية، وليس في الاختبارات الطبية نفسها.

## أنظر أيضا
- توسل بالنتيجة
- الذاكرة والعاطفة
- انحياز للتفاؤل
- الكمال هو عدو الخير
- مبدأ بوليانا
- تفكير رغبوي

## طالع أكثر
- Browne، M Neil؛ Keeley، Stuart M (2004). Asking the right questions: a guide to critical thinking (ط. 7th.). Upper Saddle River, NJ: برنتيس هول  [لغات أخرى]‏. ISBN:978-0-13-182993-0. OCLC:50813342.{{استشهاد بكتاب}}:  صيانة الاستشهاد: علامات ترقيم زائدة (link)